# غندل غيلان (أشترينان)
غندل غیلان (بالفارسية: گندل گیلان) هي منطقة مأهولة تقع في إيران في قسم أشترینان الريفي. قُدّر عدد سكانها بـ 373 نسمة عام 2006.